# Groß-Salzmelde

Die Groß-Salzmelde, Große Salzmelde oder Große Sode (Suaeda pannonica) ist eine Pflanzenart aus der Unterfamilie Suaedoideae in der Familie der Fuchsschwanzgewächse (Amaranthaceae). Sie ist in der pannonischen Tiefebene verbreitet und kommt im österreichischen Seewinkel auf Salzböden vor. Diese Art ist jahrzehntelang von Botanikern falsch benannt und verwechselt worden, so dass ihr wissenschaftlicher Name für eine andere Art verwendet wurde. 
Dadurch sind auch die deutschen Namen Ungarische Sode und Pannonische Sode nicht mehr eindeutig und sollten zukünftig vermieden werden.

## Beschreibung

### Vegetative Merkmale
Die Groß-Salzmelde ist eine einjährige krautige Pflanze. Die Pflanzenteile sind kahl und dunkelgrün, werden im Spätsommer bis Herbst dunkel-rotbraun und zuletzt beim Trocknen schwarzgrau. Größe und Wuchsform sind äußerst variabel: die Haupt-Sprossachsen wachsen an salzigen und trockeneren Standorten liegend bis aufsteigend, bei besserer Wasser- und Nährstoffversorgung aber auch aufrecht, und erreichen Wuchshöhen von 5 bis 35 (selten bis 60) cm und einen Stängeldurchmesser von (1,5) 2,5 bis 4,5 (5) mm. Vom Grund an entspringen aus jeder Blattachsel Seitenzweige, die unteren sind verlängert und ähneln den Hauptachsen, die oberen bilden aufrechte, ährenförmige Blütensprosse. Ältere Stängel sind zur Fruchtzeit meist rotbraun verfärbt und nach dem Abwurf der Laubblätter glatt. Alle Sprossachsen sind zur Fruchtzeit sehr brüchig, besonders im oberen Teil.
Die Laubblätter sitzen mit Ausnahme der untersten Blattpaare wechselständig am Stängel. Ihre einfache, fleischige Blattspreite ist linealisch, oft gebogen, auf der Oberseite konkav bis rinnig, auf der Unterseite konvex gewölbt, mit einer Länge von 10 bis 30 (40) mm und einer Breite von (1) 1,5 bis 2 (2,5) mm. Sie bleiben meist bis zur Fruchtreife grünlich oder verfärben sich seltener orange, zuletzt schwärzlich.

### Blütenstände und Blüten
In den Achseln der oberen Blätter stehen drei bis sieben Blüten in Knäueln zusammen, die in scheinährigen Blütenständen zusammensitzen. Diese Tragblätter sind kürzer als die Laubblätter, aber deutlich länger als die Internodien und die Blütenknäuel. Die Blütenknäuel weisen kleine eiförmige Vorblätter von 0,5 bis 1 mm Länge auf. Die zwittrigen Blüten besitzen eine Blütenhülle aus fünf einwärts gekrümmten, eiförmigen, hautrandigen Tepalen, von denen das mediane stark verlängert ist. Es sind fünf Staubblätter vorhanden. Der Fruchtknoten trägt zwei Narben.
Die Blütezeit der Groß-Salzmelde reicht von Juli bis September (Oktober), die Fruchtreife von September bis Oktober.

### Früchte und Samen
Die Frucht bleibt von den nach innen gewölbten, kapuzenförmig zusammengezogenen Blütenhüllblättern umschlossen. Nach der Blüte vergrößert sich bei den seitlichen Blüten des Knäuels die Blütenhülle und wird asymmetrisch stumpf fünfkantig (1,5 bis 2,8 × 1,2 bis 1,8 mm). Das mediane Tepalum (manchmal auch zwei oder drei weitere) ist verlängert und oben höckerartig aufgewölbt.
Es werden zwei verschiedene Fruchttypen mit unterschiedlichen Samen erzeugt (Heterokarpie): kleine, dickschalige, dunkelrotbraune bis schwarze Samen mit länglichem Umriss und einem Durchmesser von (1,2) 1,3 bis 1,5 (1,6) mm mit schwach skulpturierter, glänzender Oberfläche; sowie große, dünnschalige, hellbraune Samen mit rundem Umriss und 1,4–1,6 mm Durchmesser.

### Unterscheidungsmerkmale
Als Unterscheidungsmerkmale zur Klein-Salzmelde (Suaeda prostrata) können die gröbere Wuchsform, die längeren Laubblätter, die asymmetrische Fruchthülle mit mindestens einem höckerigen Tepalenzipfel und die größeren Samen dienen. Außerdem unterscheiden sich die Standortsansprüche der beiden Arten.

### Chromosomenzahl
Die Chromosomenzahl beträgt 2n = 72 (8x).

## Vorkommen und Gefährdung
Die Groß-Salzmelde ist im Pannonischen Becken endemisch: ihre Gesamtverbreitung umfasst Ost-Österreich (Seewinkel, früher auch Südost-Mähren), Ungarn, West-Rumänien, Nord-Serbien (Vojvodina), die Ukraine und Südost-Russland.
In Österreich kommt sie heute nur noch im Nord-Burgenland am Ostufer des Neusiedler Sees und im Seewinkel vor und ist dort lokal häufig. Ehemalige Fundorte lagen auch am Rande Wiens und in Niederösterreich (bei Mödling und Klosterneuburg, Pottaschesiederei bei Groß-Enzersdorf). Die Groß-Salzmelde gilt in Österreich als gefährdet, in Niederösterreich als ausgestorben.
Die Groß-Salzmelde ist ein Halophyt und besiedelt salzige Steppen. Sie wächst in austrocknenden Salzlacken und auf Solonchak-Böden, wo sie allein oder zusammen mit Salz-Kresse (Lepidium cartilagineum), Flügelsamiger Schuppenmiere (Spergularia maritima) und Neusiedlersee-Salzschwaden (Puccinellia peisonis) vorkommt. Selten findet man die Groß-Salzmelde auch zusammen mit der Klein-Salzmelde (Suaeda prostrata) und Pannonien-Glasschmalz (Salicornia prostrata).

## Systematik und Verwechslungsgeschichte
Die Erstbeschreibung unter dem Namen (Basionym) Schoberia pannonica erfolgte 1909 durch Günther Beck von Mannagetta und Lerchenau (in: Icones florae Germanicae et Helveticae 24: S. 169.). Paul Graebner stellte diese Art 1913 in die Gattung Suaeda. Ein weiteres Synonym für Suaeda pannonica (Beck) Graebn. ist Suaeda maritima subsp. pannonica (Beck) Soó ex P.W.Ball.
Suaeda pannonica gehört zur Sektion Brezia in der Untergattung Brezia innerhalb der Gattung Suaeda.
Diese Art ist von österreichischen und ungarischen Botanikern jahrzehntelang verwechselt worden: sie hatten Suaeda pannonica irrtümlich als Strand-Sode (Suaeda maritima) fehlbestimmt, obwohl sie sich deutlich von dieser Pflanze der Meeresküsten unterscheidet. Dafür wurde mit Suaeda „pannonica“ fälschlicherweise die Klein-Salzmelde (Suaeda prostrata) bezeichnet. Der Irrtum fand sich seit dem 19. Jahrhundert in den meisten Florenwerken und vegetationsökologischen Schriften und auch in der „Liste der Gefäßpflanzen Mitteleuropas“. Die Falschbenennung von Suaeda prostrata wurde erst 1990 durch den tschechischen Botaniker Pavel Tomšovic entdeckt. Die doppelte Verwechslung der echten Suaeda pannonica wurde 1996 durch Helmut Freitag & al. berichtigt.
Die korrekten Namen werden in der Literatur verwendet ab der 2. Auflage der Roten Liste für Österreich (Niklfeld & Schratt – Ehrendorfer 1999), der 93. Auflage der Schmeil/Fitschen-Flora (Seybold 2006), der 2. Auflage der Österreichischen Exkursionsflora (Fischer & al. 2005) sowie der Ungarischen Exkursionsflora (Király 2009). Bei allen älteren Werken war mit Suaeda „pannonica“ immer Suaeda prostrata gemeint.